# جاركو تشاباركابا
جاركو تشاباركابا مواليد 21 مايو 1981 في جمهورية صربيا الاشتراكية، هو لاعب كرة سلة مونتينيغري سابق بدأ مسيرته الاحترافية في سنة 1997. تم اختياره من قبل فريق فينيكس صنز خلال الدرافت. حقق المركز الأول في بطولة كأس العالم لكرة السلة 2002. اعتزل اللعب في 2009.

## الميداليات
| الميدالية | المسابقة                         |
| --------- | -------------------------------- |
| ذهبية     | بطولة كأس العالم لكرة السلة 2002 |
| فضية      | الألعاب الجامعية الصيفية 1999    |

## روابط خارجية
- جاركو تشاباركابا على موقع الاتحاد الدولي لكرة السلة (الإنجليزية)
- جاركو تشاباركابا على موقع إن بي أي (الإنجليزية)
- جاركو تشاباركابا على موقع سبورتس رفرنس (الإنجليزية)
- جاركو تشاباركابا على موقع كرة السلة الأوروبية.كوم (الإنجليزية)
- جاركو تشاباركابا على موقع ريلجم (الإنجليزية)
- جاركو تشاباركابا على موقع بروبوليرز (الإنجليزية)
- جاركو تشاباركابا على موقع سبورتس رفرنس (الإنجليزية)